# نوشین طافی
نوشین طافی (زادهٔ ۱۸ اردیبهشت ۱۳۶۰ در اندیمشک)، آوازخوان و مدرس آواز و تصنیف‌خوانی موسیقی اصیل ایرانی است.

## زندگی‌نامه و فعالیت‌هنری
نوشین طافی فعالیت‌های هنری چون نقاشی و آوازخوانی را از سنین نوجوانی آغاز کرد. با وجود این، سال ۱۳۸۱، آغاز کوشش‌های جدی او در زمینهٔ موسیقی اصیل ایرانی محسوب می‌گردد. نوشین طافی دانش‌آموختهٔ مهندسی منابع طبیعی و فارغ‌التحصیل از دانشگاه موسیقی علمی و کاربری است. وی آواز را زیر نظر پری ملکی، معصومه مهرعلی، فاطمه سادات واعظی (پریسا) و محسن کرامتی فرا گرفته‌است. به گفته نوشین طافی در این میان، ارتباطی معنوی با محسن کرامتی برقرار شده‌است و کرامتی همواره در حکم یک معلم معنوی در فعالیت‌های هنری، در کنار او حضور داشته‌است.
او همچنین با گروه‌های موسیقی طریقت، سیاه مشق، صبا و خنیا همکاری داشته‌است.

## انتشار نخستین آلبوم
تولید آلبوم نخستین نوشین طافی ۴ تا ۵ سال به درازا کشید. رونمایی از آلبوم موسیقی «تو را ای کهن بوم و بر دوست دارم» به آهنگ‌سازی «پیمان خازنی» در ژانر موسیقی ملی و با نگرشی ارکسترال در روز سه‌شنبه ۷ بهمن‌ماه ۱۳۹۳ در فروشگاه نشر چشمه برگزار گردید.
در پی انتشار خبر رونمایی آلبوم «تو را ای کهن بوم و بر دوست دارم» توسط خبرگزاری‌های ایسکانیوز و ایلنا، صدور مجوز برای این آلبوم با واکنش‌های متفاوتی روبرو شد.
پیش از آن علی جنتی، وزیر فرهنگ و ارشاد اسلامی، در واکنش به پرسش خبرنگاران در مورد تک‌خوانی زنان گفته بود: «هرکس در اظهار نظر شخصی خود در این باره آزاد است اما حتی بین مراجع تقلید هم نظر واحدی در این زمینه وجود ندارد. بعضی از مراجع تقلید گفته‌اند تک‌خوانی خانم‌ها اگر موجب مفسده نباشد؛ ایرادی ندارد.» اما در عین حال و پس از خبرساز شدن صدور مجوز برای این آلبوم که به عنوان تک‌خوانی یک زن مطرح شده بود، وزارت ارشاد صدور هرگونه مجوز برای تکخوانی زنان را تکذیب کرد. این موضوع همچنین باعث ایجاد بحث‌هایی بین نمایندگان مجلس ایران شد.
پیمان خازنی در پاسخ به حواشی و شایعات مطرح‌شده پیرامون انتشار این آلبوم، آن را یک همخوانی متعارف و قانونی با رعایت همهٔ موازین دانست که در آن هیچ‌گونه تک‌خوانی‌ای وجود ندارد. او احتمال داد که این شایعات به علت فاصلهٔ بین مراسم رونمایی و پخش آلبوم و عدم دسترسی عموم به آن بوده‌است.

## آثار

### تو را ای کهن بوم و بر دوست دارم
آلبوم تو را ای کهن بوم و بر دوست دارم نخستین آلبوم طافی است که توسط نشر چشمه منتشر شد. این اثر مجموعه‌ای است از تصنیف‌های پیمان خازنی و اشعاری از ادیبان معاصر ایران از جمله مهدی اخوان ثالث و هوشنگ ابتهاج و همچنین مرتضی کیوان هاشمی و حسام‌الدین هروی با آهنگسازی پیمان خازنی مبتنی بر موسیقی ردیف دستگاهی و گوشه‌هایی از ارکسترال.
این اثر به شیوهٔ هم‌خوانی، خوانندگی «محسن کرامتی» و «نوشین طافی» منتشر شده‌است، که در آن احسان آنالویی (نی)؛ «میثم مروستی»، «پدرام فریوسفی»، «عمادرضا نکویی»، «میلاد عالمی» (ویولن و ویولن آلتو)؛ «آتنا اشتیاقی» (ویولنسل)؛ «شایان یزدی‌زاده» (تنبک)؛ «پیام سوری» (پیانو) و «پیمان خازنی» به همراه (تار و آهنگ‌سازی) خوانندگان را همراهی کرده‌اند.

### چل‌چله
آلبوم چل‌چله به آهنگسازی «حسین سلیمانی» به شیوهٔ هم‌خوانی و با صدای «مصطفی حسینی» و «نوشین طافی» ارائه شده‌است. در این آلبوم ۹ قطعه به نام‌های ۱. عید نو ۲. آواز با کمانچه ۳. آب روان ۴. سنگ خارا ۵. با زبیا ۶. تکنوازی سه‌تار ۷. مست و دیوانه ۸. آواز با نی ۹. چل‌چله تنظیم شده که اشعار آن بر غزلیاتی از مولانا، حافظ، فروغی بسطامی و عبدالله گمنام می‌باشد. این آلبوم به مناسبت هفتصد و هفتمین زادروز شاه نعمت‌الله ولی به این شخصیت تقدیم شده‌است.
تک آهنگ‌ها
"با خیالت "
شعر: استاد شهریار تنظیم: آرش و امیر بیات
*دگر مرا صدا مکن*
تنظیم میلاد درخشانی شعر :سیاوش کسرایی
"باران من"
تنظیم میلاد درخشانی شعر حسین منزوی
"اوج" تنظیم بابک شهرکی شعر سنایی غزنوی
با خیالت
موزیک ویدیوها:
شب یلدا
اوج
کوچه سار